# Língua socotri
Língua socotrí é o idioma nativo da ilha de Socotra ou Socotorá, próxima à costa do Iêmen. É uma das línguas semíticas meridionais e é muito raro encontrar falantes desta língua no Iêmen continental, formando deste modo uma língua distinta do restante do país. Também se fala em Socotra/Socotorá o árabe.

## Escrita
Um sistema de escrita para a língua socotri foi desenvolvido em 2014 por uma equipa russa dirigida pelo Dr. Vitaly Naumkin após 5 anos de trabalho.